# Sainte-Suzanne (Mayenne)
Sainte-Suzanne is een plaats en voormalige gemeente in het Franse departement Mayenne (regio Pays de la Loire) en telt 1020 inwoners (1999). De plaats maakt deel uit van het arrondissement Laval. Sainte-Suzanne is op 1 januari 2016 gefuseerd met de gemeente Chammes tot de gemeente Sainte-Suzanne-et-Chammes. Sainte-Suzanne is een van de Les Plus Beaux Villages de France.

## Geografie
De oppervlakte van Sainte-Suzanne bedraagt 23,4 km², de bevolkingsdichtheid is 43,6 inwoners per km².
De onderstaande kaart toont de ligging van Sainte-Suzanne (Mayenne) met de belangrijkste infrastructuur en aangrenzende gemeenten.

## Demografie
Onderstaande figuur toont het verloop van het inwonertal (bron: INSEE-tellingen).

## Afbeeldingen

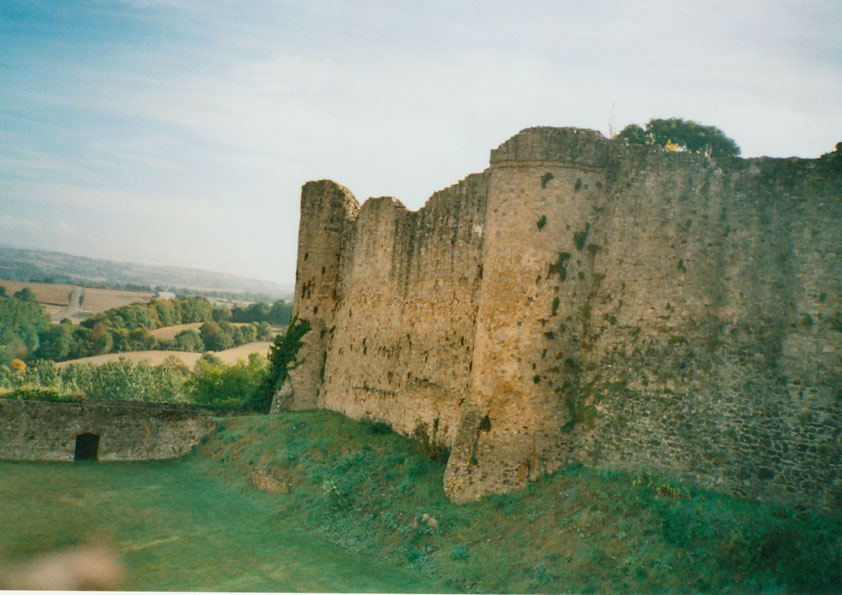
Oude kasteelmuren
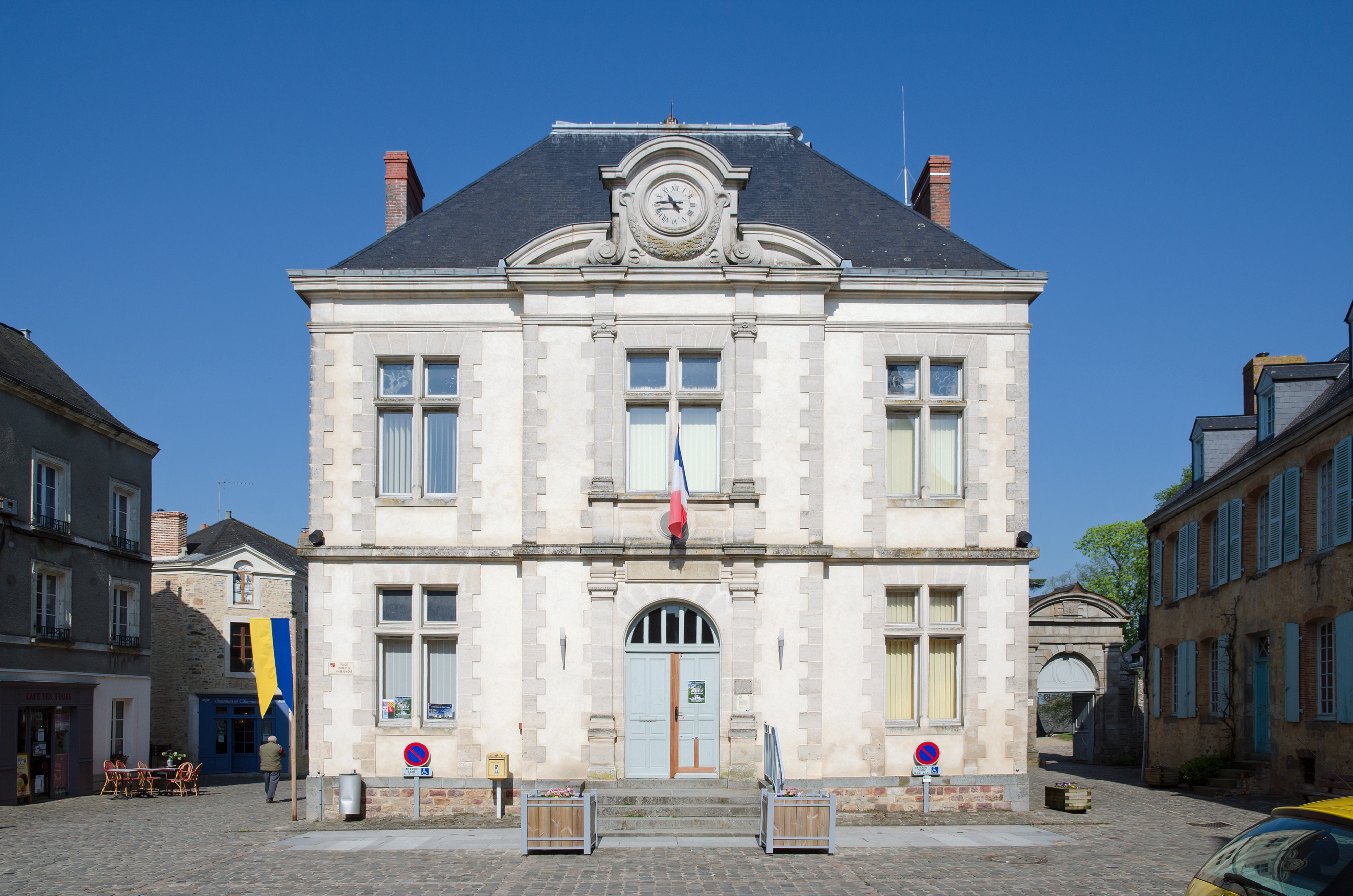
Gemeentehuis

(Sortering op regio > departement (vet) > gemeente)